# Ludwigshafen Challenger
Il Ludwigshafen Challenger è stato un torneo professionistico maschile di tennis giocato su terra rossa, che faceva parte dell'ATP Challenger Tour. Si giocava al BASF Tennisclub di Ludwigshafen am Rhein in Germania, l'unica edizione si è tenuta nel luglio 2019. Ha preso il posto nel calendario del Marburg Open.

## Albo d'oro

### Singolare
| Anno | Campione         | Finalista      | Punteggio |
| ---- | ---------------- | -------------- | --------- |
| 2019 | Yannick Hanfmann | Filip Horanský | 6–3, 6–1  |

### Doppio
| Anno | Campioni                           | Finalisti                  | Punteggio   |
| ---- | ---------------------------------- | -------------------------- | ----------- |
| 2019 | Nathaniel Lammons Fernando Romboli | João Domingues Pedro Sousa | 7–6(4), 6–1 |